# Fábio Carvalho
Fábio Leandro Freitas Gouveia de Carvalho (Torres Vedras, 2002. augusztus 30. –) portugál korosztályos-válogatott labdarúgó, csatár. A Premier League-ben szereplő Brentford játékosa.

## Pályafutása

### Fulham
2015-ben 13 évesen igazolt a klub akadémiájára a Balham FC-től, előtte megfordult a Benfica és az Olivais Sul csapatában is. Két évvel később az U18 korosztályban, majd a következő évben az U21-es csapatban is lehetőséget kapott.
2020. május 22-én írta alá első profi szerződését, amely két évre szólt.
Az első mérkőzését a felnőttcsapatban a 2020/21-es angol ligakupa 3. körében játszotta hazai környezetben a Sheffield Wednesday elleni 2–0-ra megnyert összecsapáson, csereként a 78. percben Anthony Knockaerttet váltva.
2021. május első napján mutatkozott be a Premier League-ben ugyancsak csereként a Chelsea elleni elvesztett bajnokin.
Az első gólját két fordulóval később szerezte a Southampton FC ellen a 75. percben, és ez volt az első olyan mérkőzése a csapat színeiben melyet végigjátszott.
Carvalho lenyűgözően kezdte a Championship 2021–22-es szezonját, az első öt meccsén három gólt szerzett, 2021. augusztusban el is nyerte az EFL Hónap Fiatal Játékosa Díjat.

### Liverpool
2022. május 23-án megegyeztek a Fulham-mel, hogy júliustól csatlakozik a klubhoz, és ötéves szerződést írt alá.
Július 3-án lett hivatalosan a Liverpool játékosa.
Július 30-án lépett pályára hivatalosan az angol szuperkupa utolsó perceiben a Manchester City elleni 3–1-re megnyert találkozón.
Az első bajnoki mérkőzését augusztus 6-án játszotta volt csapata, a Fulham elleni 2–2-s bajnokin, a 78. percben Luis Díaz-t váltotta. Az első gólját a Liverpool színeiben a AFC Bournemouth ellen szerezte, 
a 9–0-s mérkőzés 8. gólját lőtte.
Augusztus 31-én a Newcastle United elleni 2–1-s bajnoki vége előtti másodpercekben győztes gólt szerzett.
Október 12-én lépett pályára karrierje során először nemzetközi mérkőzésen a Bajnokok Ligájában, egy idegenbeli győztes 1–7-s  találkozón a Rangers ellen.

#### RB Leipzig(kölcsön)
2023. június 30-án kölcsönbe érkezett a lipcsei együtteshez a 2023–24-es idény végéig. Augusztus 12-én mutatkozott be a Bayern München ellen 3–0-ra megnyert Német-szuperkupa mérkőzés 78. percében, a mesterhármast szerző Dani Olmo-t váltva. Augusztus 19-én lépett pályára első Bundesliga mérkőzésén a Bayer Leverkusen otthonában, a 3–2-re elvesztett bajnoki utolsó hét percében Xaver Schlager-t váltotta. December 31-én azonnali hatállyal visszatért Liverpoolba.

#### Hull City(kölcsön)
2024. január 10-én a másodosztályú klub megegyezett a Liverpoollal, hogy a 2023–2024-es idény végéig kölcsönbe érkezik. Két nappal később végigjátszotta a Norwich City ellen 2–1-re elvesztett bajnokit.

### Brentford
2024. augusztus 12-én 5+1 éves szerződést írt alá a Brentford csapatával.

## A válogatottban

### Anglia
Fábio több angol korosztályos csapatban megfordult, de angol állampolgárság nélkül, ezért csak barátságos mérkőzéseken lépett pályára.

### Portugália
2022. március 17-én Fábiót behívták az U21-es csapatba, Izland és a Görögország elleni mérkőzésre.

## Magánélete
Carvalho angolai apától és portugál anyától született Portugáliában; Torres Vedrasban, Lisszabon egyik körzetében. 2013-ban szülei úgy döntöttek, hogy a jobb élet reményében Angliába, Londonba költöznek.

## Statisztika
2024. január 12-i állapot szerint.
| Klub                 | Szezon           | Bajnokság        | Bajnokság | Bajnokság | Kupa  | Kupa  | Ligakupa | Ligakupa | Nemzetközi | Nemzetközi | Egyéb | Egyéb | Összes | Összes |
| Klub                 | Szezon           | Liga             | Mérk.     | Gólok     | Mérk. | Gólok | Mérk.    | Gólok    | Mérk.      | Gólok      | Mérk. | Gólok | Mérk.  | Gólok  |
| -------------------- | ---------------- | ---------------- | --------- | --------- | ----- | ----- | -------- | -------- | ---------- | ---------- | ----- | ----- | ------ | ------ |
| Fulham               | 2020/21          | Premier League   | 4         | 1         | 1     | 0     | 1        | 0        | —          | —          | —     | —     | 6      | 1      |
| Fulham               | 2021/22          | Championship     | 36        | 10        | 2     | 1     | 0        | 0        | —          | —          | —     | —     | 38     | 11     |
| Fulham               | Összesen         | Összesen         | 40        | 11        | 3     | 1     | 1        | 0        | 0          | 0          | 0     | 0     | 44     | 12     |
| Liverpool            | 2022/23          | Premier League   | 13        | 2         | 1     | 0     | 2        | 1        | 4          | 0          | 1     | 0     | 21     | 3      |
| Liverpool            | Összesen         | Összesen         | 13        | 2         | 1     | 0     | 2        | 1        | 4          | 0          | 1     | 0     | 21     | 3      |
| RB Leipzig (kölcsön) | 2023/24          | Bundesliga       | 9         | 0         | 2     | 0     | —        | —        | 3          | 0          | 1     | 0     | 15     | 0      |
| RB Leipzig (kölcsön) | Összesen         | Összesen         | 9         | 0         | 2     | 0     | —        | —        | 3          | 0          | 1     | 0     | 15     | 0      |
| Hull City (kölcsön)  | 2023/24          | Championship     | 1         | 0         | 0     | 0     | —        | —        | —          | —          | —     | —     | 1      | 0      |
| Hull City (kölcsön)  | Összesen         | Összesen         | 1         | 0         | 0     | 0     | —        | —        | —          | —          | —     | —     | 1      | 0      |
| KARRIER ÖSSZESEN     | KARRIER ÖSSZESEN | KARRIER ÖSSZESEN | 63        | 13        | 6     | 1     | 3        | 1        | 7          | 0          | 8     | 0     | 87     | 15     |

1. 1 2  Mérkőzése(i) a(z) Bajnokok Ligájában
2. ↑  Mérkőzése(i) a(z) FA Community Shield-ben.
3. ↑  Mérkőzése(i) a(z) DFL-Supercup-ban

## Sikerei, díjai

### Klub

#### Fulham
- EFL Championship: 2021–22[27]

#### Liverpool
- FA Community Shield: 2022[28]

#### RB Leipzig
- DFL-Supercup: 2023

### Egyéni
- A Hónap Fiatal EFL játékosa: August 2021[6]
- Az Év PFA csapata: 2021–22 Championship[29]